# Данджур
Данджур — канонізований звід коментарів до тибетського канону Ганджур.
Данджур містить коментарі до Ганджура, повчання, філософські твори з Абгідгарми, твори різних авторів з мовознавства, віршування, медицини, архітектури, перекладені з санскриту. Нараховують в повному варіанті 254 томи, близько трьох з половиною тисяч текстів.
Поширення в Монголії набула версія з 225 томів.

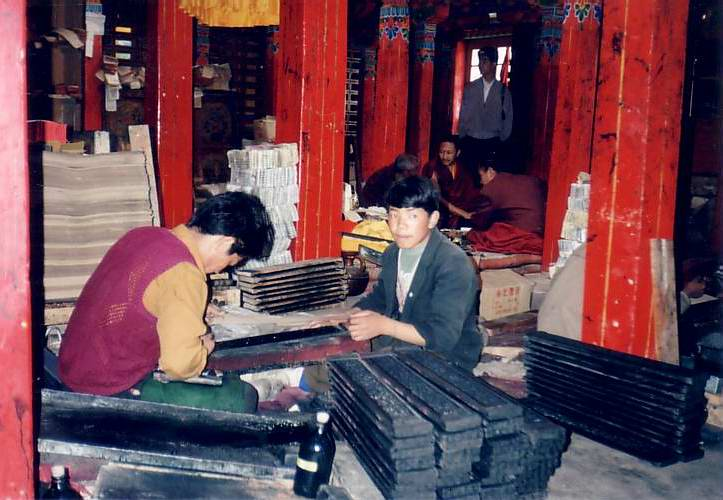
Друк Святого Письма. Монастир Сера.

## Буддійський канон
В Данджур були приписані коментарі як до Стотр, так і до Тантрт, трактатів і праць абхідхарми (як Махаяни, так і не Махаяни).[1]
Разом із 108-томним Ганджур (Збірником слів Будди) вони складають основу Тибетського Буддійського канону. «Ганджур зазвичай займає сто або сто вісім томів, Данджур — двісті двадцять п'ять, і обидва разом містять 4569 творів».[2][3]
Як приклад, вміст Пекінського Тенгюр: [4]
- Стотри («Гімни хвали»): 1 том; 64 тексти.
- Коментарі до Тантр: 86 томів; 3055 текстів.
- Коментарі до сутр; 137 томів; 567 текстів.

1. Коментарі Праджняпараміти, 16 томів.
2. Трактати мадх'яміки, 29 томів.
3. Йогачарські трактати, 29 томів.
4. Абхідхарма, 8 томів.
5. Різні тексти, 4 томи.
6. Коментарі Віная, 16 томів.
7. Повісті та драми, 4 томи.
8. Технічні трактати, 43 томи.

## Бон Данджур
Тибетська релігія Бон під впливом буддизму також має свою канонічну літературу, розділену на два розділи, які називаються Кангюр і Тенгюр, але кількість і зміст колекції ще не повністю відомі. Очевидно, Бон почав набувати більшої літературної форми приблизно в той час, коли буддизм почав проникати в Тибет, хоча він міг мати певний письмовий запис за деякий час до цього.